# Ейнар Селвік
Ейнар Селвік (норв. Einar Selvik, нар. 1979 року (18 листопада) в Бергені), більш відомий під псевдонімом Kvitrafn (Квітрафн) — норвезький музикант, найбільш відомий як барабанщик блек-метал-гурту Gorgoroth в 2000-2004 роках. З 2003 року Селвік очолює фолк-проект Wardruna, заснований спільно з екс-вокалістом Gorgoroth Гаалом; міжнародну популярність Селвіку принесло написання музики для серіалу «Вікінги»; в останньому він також брав участь в якості актора.

## Дискографія

### З Mortify
- 1995 — Skuggerike

### З Bak de Syv Fjell
- 1996 — Rehearsal
- 1997 — From Haavardstun EP

### З Gorgoroth
- 2003 — Twilight of the Idols
- 2008 — Black Mass Krakow 2004|Black Mass Kraków 2004 (2008)

### З Wardruna
- Runaljod — Gap Var Ginnunga (2009)
- Runaljod — Yggdrasil (2013)
- Runaljod — Ragnarok (2016)

### З Jotunspor
- Gleipnirs Smeder (2006)

### З Sahg
- I (2006)

### C Dead to this World
- First Strike for Spiritual Renewance (2007)

### З Skuggsjá
- A Piece for Mind & Mirror (2016)

### З Ivar Bjørnson & Einar Selvik
- Hugsjá (2018)

## Сесійні проекти

### З Enslaved
- "In Times" (2015)
- "Roadburn Live" (Live album) (2017)
- "E" (2017)

### З Fenrismaw
- "Helcult" (2013)

### З Sahg
- "Delusions of Grandeur" (2013)
- "Memento Mori" (2016)

### З Solefald
- "Norrønasongen. Kosmopolis Nord" (EP) (2014)